# Svárov, Uherské Hradiště
Svárov là một làng thuộc huyện Uherské Hradiště, vùng Zlínský, Cộng hòa Séc.